# Französische Kriegsgräberstätte Rétaud
| Friedhof                                                               | Friedhof          |
| ---------------------------------------------------------------------- | ----------------- |
| Französische Kriegsgräberstätte Rétaud (Nécropole nationale de Rétaud) |                   |
| Land:                                                                  | Frankreich        |
| Département:                                                           | Charente-Maritime |
| Ort:                                                                   | Rétaud            |
| Einweihung:                                                            | 20. April 1947    |

Die Französische Kriegsgräberstätte Rétaud (auf Französisch: Nécropole nationale de Rétaud) ist eine Kriegsgräberstätte des Zweiten Weltkriegs in Frankreich. Hier ruhen einige hundert französische Soldaten, die im Zuge der Befreiung Frankreichs bei der Einnahme der zurückgebliebenen und isolierten deutschen Stellungen von Royan und Oléron gefallen sind.
Der Friedhof liegt im Südwesten des Départements Charente-Maritime etwas außerhalb der Gemeinde Rétaud an der Stelle, die « Chez-le-Tard » genannt wird. Er ist das Pendant zur Deutschen Kriegsgräberstätte Berneuil, die einige Kilometer entfernt liegt.

## Entstehung
Die Entscheidung, eine Kriegsgräberstätte für die gefallenen alliierten Soldaten einzurichten, wurde am 11. April 1945, mitten beim Angriff auf die isolierten deutschen Stellungen von Royan (Gironde Mündung Nord) und der pointe de Grave (Gironde Mündung Süd), durch eine Kommission gefällt.
Zu diesem Zweck wurde ein Grundstück nahe der Ortschaft Rétaud kurz nach Beendigung der Kampfhandlungen gekauft und hergerichtet. Der Freundeskreis der Veteranen der französischen Streitkräfte in Südwestfrankreich (Amicale des anciens des forces françaises du Sud-Ouest) kümmerte sich um die Herstellung. Präsident des Vereins war General Henri Adeline, der an der Befreiung von Royan beteiligt war. Am 3. März 1950 erhielt der Friedhof vom Ministerium der ehemaligen Kämpfer (Ministère des Anciens Combattants) die Bezeichnung „nécropole nationale“.
In den darauffolgenden Jahren wurden viele Soldaten, die in verschiedenen Gemeinden in der Umgebung von Royan begraben waren, exhumiert. Dann wurden sie zum Friedhof von Rétaud überführt und dort beigesetzt. Im Jahr 1974 wurde der Friedhof teilweise neu angelegt.

## Die Toten
In der französischen Kriegsgräberstätte Rétaud ruhen 330 Soldaten. Unter ihnen befinden sich Angehörige der Forces françaises de l’intérieur (FFI), Forces françaises libres (FFL), Armée d’Afrique (France), Streitkräfte der Vereinigten Staaten sowie der französischen und alliierten Luftstreitkräfte. Die Namen der Gefallenen sind im Internet aufrufbar.

## Die Friedhofsanlage
Der Friedhof ist 3.191 Quadratmeter groß und in mehrere Abschnitte aufgeteilt. Auf Stelen sind die Namen der Gefallenen, sofern bekannt, angegeben. Sie fielen bei den letzten Kämpfen, als Frankreich von der deutschen Besetzung befreit wurde. Die Stelen sind von besonderer Schlichtheit und unterscheiden sich nach der Religionszugehörigkeit der Toten. Neben den Stelen mit Kreuzen befinden sich 129 Stelen für die Gefallenen islamischen Glaubens mit Zitaten aus dem Koran.
Im Zentrum des Friedhofs befindet sich eine symbolische Gedenkstätte: Eine Mauer aus Granit (ein Symbol für den Atlantikwall), die in der Mitte von einer Bresche durchbrochen ist (ein Symbol für die wiedererrungene Freiheit). In der Bresche befindet sich ein Kriegskreuz, dahinter ein Fahnenmast, an dem die Farben der Nation flattern. Die Namen der gefallenen Soldaten sind unterhalb der folgenden Gedenkschrift für die Befreier von Royan und Oléron eingraviert:

« À ceux qui sont tombés en assiégant puis en libérant Royan et Oléron »

Eine Urne, die Asche der Ermordeten aus dem Konzentrationslager Buchenwald enthält, wurde in die Gedenkstätte im Jahr 1955 aufgenommen.